# Полк имени Пауля Крюгера
Полк имени Пауля Крюгера (англ. Regiment Paul Kruger) — резервный полк моторизованной пехоты Сухопутных войск ЮАР. Назван в честь президента Южно-Африканской Республики Пауля Крюгера.

## Краткая история
Полк был образован в 1954 году как подразделение моторизованной пехоты, штаб располагался в Крюгерсдорпе. В 1960—1964 годах носил имя «Вес Ранд» (африк. Wes Rand). В 1972 году штаб полка переехал в Рандфонтейн (20 км от Крюгерсдорпа). Символом полка является орёл эпохи старой Трансваальской Республики. Полк нёс службу в Бурунди и ДР Конго в составе миротворческих миссий ООН. Все военнослужащие полка — добровольцы, занимающиеся также гражданской деятельностью.

## Галерея

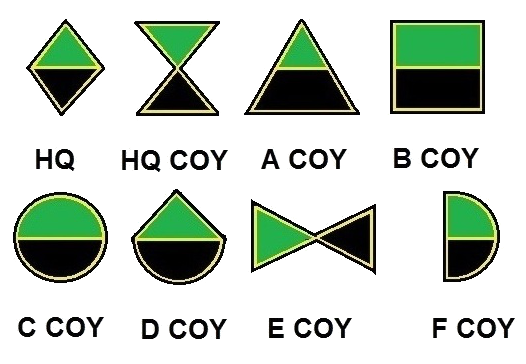
Тактические обозначения рот Сухопутных войск ЮАР
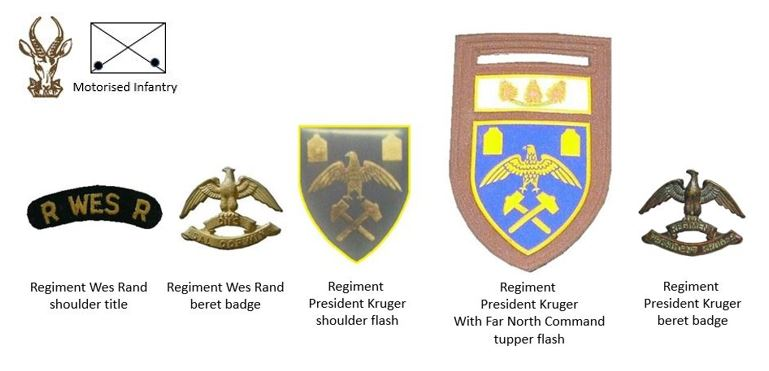
Обозначения полка прошлых лет
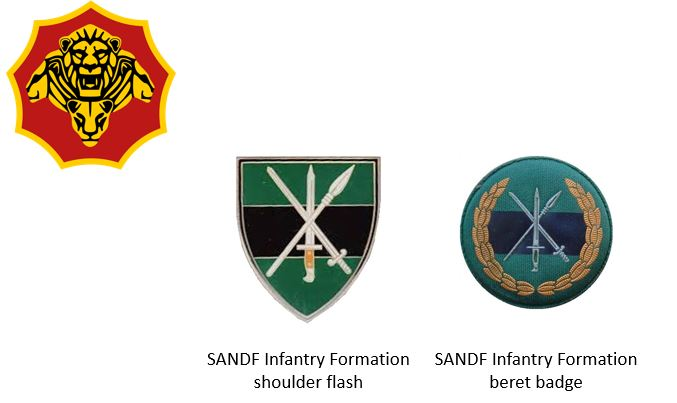
Обозначения полка прошлых лет